# Marion (contea di Berks)
Marion  è una township degli Stati Uniti d'America, nella contea di Berks nello Stato della Pennsylvania. Secondo il censimento del 2000 la popolazione è di 1.573 abitanti.

## Società

### Evoluzione demografica
La composizione etnica vede una maggioranza di quella bianca (97,20%), seguita da quella afroamericana (1,02%) dati del 2000.
| township di Marion Popolazione |       |
| 2000                           | 1.573 |
| Stima al 2009                  | 1.794 |